# Cantonul Saugues
Cantonul Saugues este un canton din arondismentul Brioude, departamentul Haute-Loire, regiunea Auvergne, Franța.

## Comune
- Alleyras (parțial)
- Chanaleilles
- Croisances
- Cubelles
- Esplantas
- Grèzes
- Monistrol-d'Allier
- Saint-Christophe-d'Allier
- Saint-Préjet-d'Allier
- Saint-Vénérand
- Saugues (reședință)
- Thoras
- Vazeilles-près-Saugues
- Venteuges